# František Ludvík Neuburský
František Ludvík Falcko-Neuburský (německy Franz Ludwig von Pfalz-Neuburg, 18. července 1664, Neuburg an der Donau – 16. dubna 1732, Vratislav) byl německý římskokatolický duchovní. Byl biskupem a arcibiskupem několika diecézí, kurfiřtem a velmistrem Řádu německých rytířů.

## Životopis
Narodil se v Neuburgu jako syn Filipa Viléma Falckého a Alžběty Amálie Darmstadtské.
V roce 1683 se stal vratislavským biskupem. Na biskupský stolec měl původně usednout jeho bratr Wolfgang Jiří, který však dříve zemřel. Roku 1694 se stal velmistrem Řádu německých rytířů a wormským arcibiskupem, v roce 1716 arcibiskupem trevírským. Během svého episkopátu v Trevíru reorganizoval diecézní jurisdikci a postoupil v rekonstrukci moselského mostu a trevírské katedrály.
Roku 1729 se pak stal arcibiskupem mohučským a zároveň se vzdal trevírské diecéze, neboť papež zakázal, aby byla jedna osoba arcibiskupem dvou diecézí zároveň. Také v Mohuči reformoval administrativu a diecézní právo.
František Ludvík Neuburský zemřel roku 1732 ve Vratislavi a jeho ostatky jsou uloženy v tamní katedrále svatého Jana Křtitele.